# Pharus ecuadoricus
Pharus ecuadoricus là một loài cỏ thuộc họ Poaceae.
Loài này chỉ có ở Ecuador.